# Google星空
Google星空是Google公司开发的Google地球软件的一个功能，也是一个类似Google地图的网页地图，用来显示星空卫星图像的电子地图服务。显示的图片来自哈勃望远镜，网站创建于2007年8月27日。

## 版本

### Google地球版
用户可以在Google地球中查看星空的图片，带给人的视觉是从中心向四周看。目前面临来自微软公司WorldWide Telescope的竞争。

### 网页版
Google提供了一个可以直接查看的网页版。Google星空网站（页面存档备份，存于）建立于2008年3月13日。